# Sankt Lorenzen bei Scheifling
Sankt Lorenzen bei Scheifling là một đô thị thuộc huyện Murau thuộc bang Steiermark, nước Áo. Đô thị Sankt Lorenzen bei Scheifling có diện tích 41,99 km², dân số thời điểm năm 2005 là 628 người.